# Akira Tozawa
Akira Tozawa (戸澤 陽 Tozawa Akira?, Nishinomiya, Hyogo, 22 de julio de 1985) es un luchador profesional japonés. Actualmente trabaja para la empresa estadounidense WWE, donde se presenta en la marca Raw.
Entre de sus logros en WWE, destaca un reinado como Campeón Peso Crucero de WWE y 15 reinados como Campeón 24/7 de WWE. En el circuito independiente, es conocido por su trabajo para Dragon Gate.

## Carrera

### Dragon Gate (2005-2010)

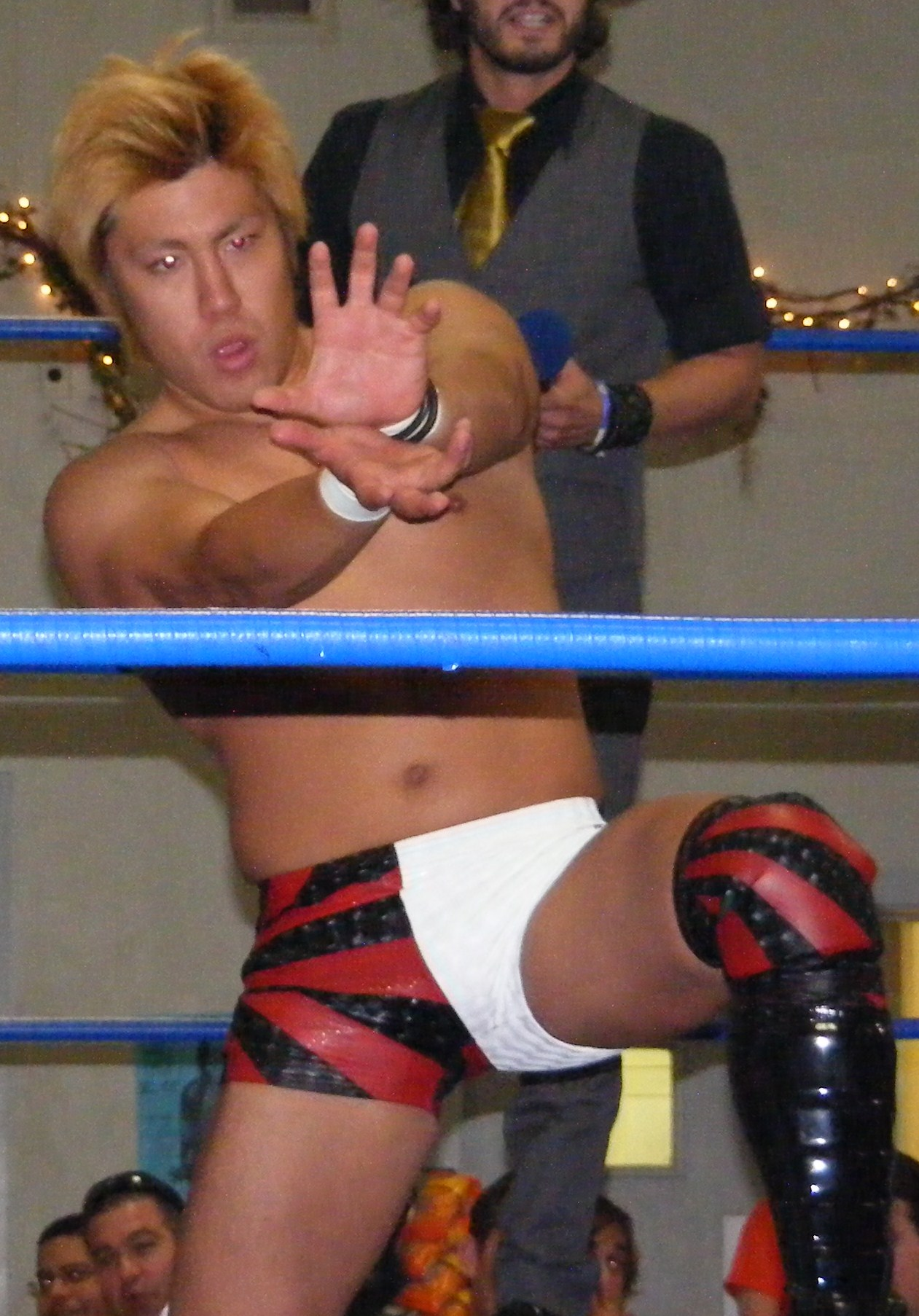
Tozawa, en 2010.

Siendo el tercer graduado en el Dragon Gate Dojo, Tozawa debutó a principios de 2005 en Dragon Gate en un combate contra Don Fujii. Entrenado personalmente por Masaaki Mochizuki, Akira fue visto como un potencial miembro de Final M2K (Mochizuki, Susumu Yokosuka, K-ness & Kenichiro Arai), pero no consiguió ganar ninguno de los combates que le fueron impuestos a modo de prueba para entrar en el grupo, y quedó reducido a un jobber. A mediados de 2011, Akira hizo su retorno a Dragon Gate como miembro de Blood WARRIORS.

### Pro Wrestling Guerrilla (2010-2012)
En mayo de 2010, Tozawa comenzó a competir en la promoción estadounidense Pro Wrestling Guerrilla, en el evento DDT4 participando en el torneo en parejas junto a YAMATO, pero en primera ronda fueron derrotados por The Briscoe Brothers. En junio en el evento DIO! consiguió su primera victoria en la promoción derrotando a Scott Lost. En julio en el evento Seven obtuvo una nueva victoria esta vez contra Chris Sabin. Participó en la edición 2010 del torneo Battle of Los Angeles, logrando derrotar en primera ronda a El Genérico, pero en segunda ronda perdió contra Chris Hero. En diciembre en el evento Cyanide: A Loving Tribute to Poison enfrentó a Kevin Steen pero fue derrotado. En marzo de 2011 regresó para el torneo DDT4 formando pareja con Kevin Steen, logrando derrotar a The Briscoe Brothers en primera ronda, en la semifinal derrotaron a The Kings of Wrestling, pero en la final fueron derrotados por The Young Bucks. En abril en el evento Card Subject to Change III fue derrotado por Low Ki. En mayo en el evento All Star Weekend 8 de nuevo formó pareja con Steen derrotando a Ricochet y El Genérico, la noche siguiente derrotaron a RockNES Monsters, pero tras la lucha fueron atacados por The Young Bucks, sin embargo Chris Hero salió al salve y retó a Tozawa a una lucha esa misma noche, la cual finalmente Tozawa ganó. Tras un tiempo fuera de la promoción, regresó en enero de 2012 para el evento Kurt Russellreunion 3 formando equipo con Steen y Super Dragon siendo derrotados por El Genérico, PAC y Masato Yoshino.

### WWE (2016–presente)

#### 205 Live (2016-2019)
El 31 de marzo de 2016, Tozawa fue anunciado como participante en próximo torneo de la WWE el Cruiserweight Classic, El torneo inició el 23 de junio cuando Tozawa venció a Kenneth Johnson en su lucha de primera ronda. el 14 de julio, Tozawa derrotó a Jack Gallagher en su lucha de segunda ronda. el 26 de agosto, Tozawa fue eliminado del torneo en los cuartos de final por Gran Metalik. Se anunció que Akira sería parte de la división crucero de WWE, donde se acortó el nombre a Tozawa.

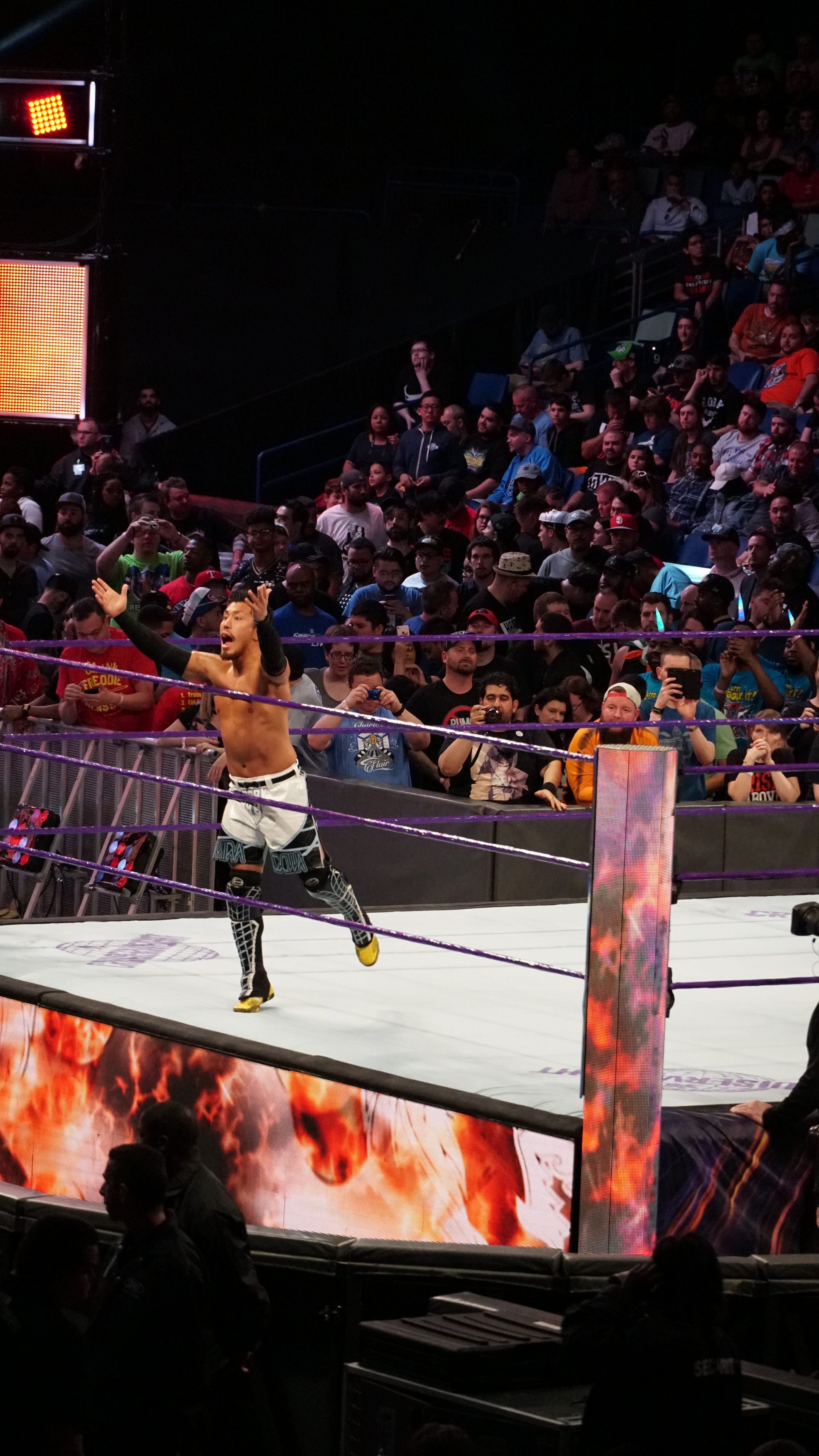
Tozawa haciendo su entrada durante un episodio de 205 Live, en 2018.

El 30 de noviembre en 205 Live, debutó presentándose junto a la división crucero de WWE. El 3 de diciembre, en un evento en vivo de NXT en Osaka, Japón, Tozawa se asoció con Tajiri para enfrentar a los entonces Campeones en pareja de NXT DIY (Tommaso Ciampa y Johnny Gargano) pero perdieron la lucha. El 6 de febrero de 2017, Tozawa hizo su debut en Raw, derrotando a Drew Gulak. En semanas posteriores, tuvo un feudo con The Brian Kendrick, asumiendo este último, ser el mentor de Tozawa en WWE, pero el mismo Tozawa se negó, así que Kendrick lo atacaba todas las semanas, y al final de cada ataque le daba lecciones, en el episodio del 23 de mayo en 205 live, se enfrentaron en una Street Fight Match, ganando Tozawa y terminando la rivalidad con Kendrick. Semanas después, intento ser reclutado por Titus O'Neil, pero se mostró confundido, el 26 de junio en Raw se anunció que Tozawa se enfrentaría a Neville por el Campeonato Peso Crucero en Great Balls of Fire. El 14 de agosto en Raw, derrotó a Neville, ganando el Campeonato Crucero de WWE. Sin embargo, el 20 de agosto en el Kick-Off de Summer Slam, Tozawa perdió el título contra Neville después de solo seis días de reinado. En el episodio de 205 Live del 22 de agosto Tozawa se enfrentó a Neville por el campeonato crucero pero fue derrotado, y falló el asalto al título.
En el episodio de 205 Live del 5 de septiembre Tozy derrotó a Drew Gulak. En el episodio de 205 Live del 19 de septiembre Tozawa derrotó a Noam Dar. En el episodio de 205 Live del 26 de septiembre Tozawa derrotó a Tony Nese. El 12 de octubre en Main Event Tozawa volvió a derrotar a Tony Nese. En el episodio de 205 Live del 31 de octubre Tozawa derrotó a Drew Gulak. En el episodio de Raw del 13 de noviembre Tozawa y Kalisto fueron derrotados por Drew Gulak y Enzo Amore. En el episodio de Raw del 20 de noviembre Tozawa, Cedric Alexander, Mustafa Ali y Rich Swann derrotaron a Ariya Daivari, Drew Gulak, Noam Dar y Tony Nese. En el episodio de 205 Live del 21 de noviembre Tozawa derrotó a Drew Gulak en un Street Fight Match. En el episodio de Raw del 27 de noviembre Tozawa participó en un Fatal 4-Way Match que incluía también Ariya Daivari, Noam Dar y Rich Swann para determinar uno de los dos desafíos que se serían para determinar el nuevo contendiente n° 1 al campeonato crucero de Enzo Amore pero la lucha fue ganada por Swann. El 6 de diciembre en Main Event Tozawa derrotó a The Brian Kendrick. El 13 de diciembre en Main Event Tozawa y Gran Metalik derrotaron a The Brian Kendrick y a Jack Gallagher. En el episodio de Raw del 25 de diciembre Tozawa, Cedric Alexander y Mustafa Ali derrotaron a Ariya Daivari, Drew gulak y Enzo Amore en una lucha por equipos. En el episodio de 205 Live del 26 de diciembre Tozawa fue derrotado por Tony Nese.[cita requerida] El 3 de enero en Main Event, Tozawa derrotó a Tony Nese. El 10 de enero en Main Event, Tozawa y Mustafa Ali derrotaron a Ariya Daivari y a Drew Gulak. A finales del 2018 tuvo una alianza con The Brian Kendrick para la rivalidad contra Drew Gulak & Jack Gallagher, en el 205 Live del 14 de noviembre, junto con Kendrick fueron derrotados por Drew Gulak & Jack Gallagher, el feudo acabaría en el 205 Live del 19 de diciembre en un Street Fight Match, donde derrotaron a Drew Gulak & Jack Gallagher.

#### Campeón 24/7 y personaje de Ninja (2019-2023)
En 2019, en el 205 Live del 2 de enero derrotó a Drew Gulak para clasificar a la Fatal 4-Way Match por el Campeonato Peso Crucero de Buddy Murphy en Royal Rumble, y en el 205 Live del 22 de enero se enfrentó a los otros participantes que eran Kalisto & Hideo Itami ganando Hideo Itami, ya en el Kick-Off de Royal Rumble se dio la Fatal 4-Way Match por el Campeonato Peso Crucero de Buddy Murphy contra Kalisto, Hideo Itami y él, pero no pudo ganarla. En el 205 Live del 6 de febrero derrotó a Cedric Alexander, Humberto Carrillo y a Lio Rush en un Fatal 4-Way Match ganando una oportunidad por el Campeonato Crucero en Elimination Chamber. En el Kick-Off de Elimination Chamber, se enfrentó a Buddy Murphy por el Campeonato Peso Crucero de la WWE, pero perdió. En el 205 Live del 5 de marzo, fue derrotado por Cedric Alexander en la primera ronda del torneo por una oportunidad al Campeonato Peso Crucero de Buddy Murphy en Wrestlemania 35. Luego entró en un feudo con Mike Kanellis, con el que tuvo un enfrentamiento pero perdió, luego se aliaría con Brian Kendrick quien lo acompañó en su lucha contra Mike Kanellis derrotándolo exitosamente, después tuvo una lucha contra Mike Kanellis en un No Disqualification Match ganando Akira. Posteriormente derrotó a Ariya Daivari, Oney Lorcan, Brian Kendrick y a Mike Kanellis en una Fatal 5-Way Match ganando una oportunidad por el Campeonato Peso Crucero, pero la siguiente semana perdió su oportunidad al perder frente a Drew Gulak (originalmente tenía que enfrentarse a Noam Dar), la siguiente semana en 205 Live se enfrentó a Humberto Carrillo, Oney Lorcan y a Drew Gulak en un Fatal 4-Way Match por una oportunidad al Campeonato Peso Crucero en WWE Stomping Grounds, lucha la cual terminó sin resultado entre el y Gulak, para la siguiente semana en 205 Live del 18 de junio se anunció que sería una Triple Threat Match por el Campeonato Peso Crucero de Tony Nese contra Drew Gulak & Akira Tozawa en WWE Stomping Grounds, lucha la cual perdió ante Drew Gulak, y en el 205 Live posterior al PPV, se enfrentó a Tony Nese para determinar al retador #1 del Campeonato Crucero de la WWE de Drew Gulak en Extreme Rules, sin embargo perdió. Semanas después se alió con The Brian Kendrick en contra de The Singh Brothers teniendo un feudo entre ambos equipos derrotándolos en la mayoría de combates En el 205 Live fue derrotado por Jack Gallagher que posteriormente sería atacado y traicionado por The Brian Kendrick, teniendo su último combate en 205 Live contra The Brian Kendrick en un No Disqualafication Match, siendo atacado por Mike Kanellis y perdiendo el combate. En el Draft, fue trasladado de 205 Live a Raw. En el Main Event emitido el 31 de octubre, perdió ante Shelton Benjamin. En el Kick-Off de WWE Crown Jewel, participó en la 20-Man Battle Royal Match por una oportunidad al Campeonato de los Estados Unidos de AJ Styles, sin embargo fue eliminado por Luke Harper. Luego apareció en Raw donde sería derrotado por luchadores como Buddy Murphy, Drew McIntyre & Aleister Black. En el Raw del 16 de diciembre participó en una Gauntlet Match por una oportunidad al Campeonato de los Estados Unidos de la WWE de Rey Mysterio, logrando eliminar al Campeón 24/7 R-Truth, pero fue eliminado por Ricochet. Y en el Raw del 23 de diciembre en las calles de Nueva York cubrió a R-Truth ganando el Campeonato 24/7 pero después de 1 hora fue golpeado por Santa Claus con su bolsa perdiendo el Campeonato 24/7, intento recuperarlo pero si. embargo el árbitro se fue.
Empezando el 2020, en la transmisión del Main Event del 16 de enero, fue derrotado por Shelton Benjamin y en la transmisión del Main Event del 20 de febrero fue derrotado por Cedric Alexander, y en el Main Event transmitido el 5 de marzo derrotó a Eric Young, en el Raw del 13 de abril, fue derrotado por Austin Theory, la siguiente en Raw fue derrrotado por el Campeón de los Estados Unidos de la WWE Andrade en un combate no titular, la siguiente semana en Raw, fue derrotado por Jinder Mahal, quien hacia su regreso, en el Raw de la siguiente semana, se enfrentó a Bobby Lashley, Titus O'Neil, Shelton Benjamin, Humberto Carrillo, Austin Theory, Angel Garza y a A.J. Styles en una Last Chance Gauntlet Match para clasificar al Men's Money In The Bank Ladder Match en Money In The Bank, entrando de #3, sin embargo fue eliminado por Lashley. En el Main Event emitido el 21 de mayo, fue derrotado por Jinder Mahal, la siguiente semana en la emisión de Main Event, fue derrotado por Shelton Benjamin, tuvo una aparición en Backlash com un nuevo atuendo de líder ninja acompañado por otros ninjas, incluido el ninja gigante para atacar a The Street Profits y The Viking Raiders en el estacionamiento, cambiando a se heel en el proceso, a la noche siguiente en Raw, junto a Ninja#1, Ninja#2 & Ninja#3 fueron derrotados por The Street Profits(Angelo Dawkins & Montez Ford) & The Viking Raiders(Erik e Ivar). Al aprovechar el ataque de Bobby Lashley acompañado por MVP a R-Truth, Tozawa se convierte Campeón 24/7 de la WWE por 2.ª vez en el Raw del 22 de junio, sin embargo la siguiente en Raw, fue derrotado por R-Truth perdiendo el Campeonato 24/7 de la WWE, terminando con un reinado de 7 días, en el Raw del 3 de agosto, derrotó a Shelton Benjamin y a R-Truth en una Triple Threat Match ganando el Campeonato 24/7 de la WWE por 3.ª vez, sin embargo a la siguiente sería cubierto por R-Truth con un "Roll-Up" en ringside, perdiendo el Campeonato 24/7 de la WWE, terminando con un reinado de 7 días, la siguiente semana en Raw, mientras perseguía a R-Truth por el Campeonato 24/7 de la WWE, fue detenido por M.V.P para que Shelton Benjamin cubriera a R-Truth, más tarde esa misma noche, se enfrentó a Cedric Alexander por el Campeonato 24/7 de la WWE, sin embargo perdió, a la siguiente semana en Raw, derrotó a Shelton Benjamin, Cedric Alexander y a R-Truth en una Fatal-4 Way Match ganando el Campeonato 24/7 de la WWE por 4.ª vez, la siguiente semana en Raw, en el estacionamiento, fue cubierto con un "Roll-Up" por R-Truth perdiendo el Campeonato 24/7 de la WWE, terminando con un reinado de 7 días. En el Raw del 28 de septiembre, en backstage cubrió a R-Truth con "Roll-Up" después de que Truth se distrajera con su supuesto "fallecimiento", ganando el Campeonato 24/7 de la WWE por 5.ª vez, sin embargo fue golpeado con un maletín por Drew Gulak, perdiendo el Campeonato 24/7 de la WWE, y más tarde esa misma noche, se enfrentó a R-Truth y a Drew Gulak en un Triple Threat Match por el Campeonato 24/7 de la WWE, sin embargo perdió. En el Raw del 9 de noviembre, derrotó a R-Truth, Drew Gulak, Erik, Gran Metalik, Lince Dorado y a Tucker en un 7-Way Match ganando el Campeonato 24/7 de la WWE por 6.ª vez, sin embargo después del combate, fue cubierto con un "Roll-Up" en el ring por Erik, perdiendo el Campeonato 24/7 de la WWE, posteriormente persiguió a R-Truth para intentar ganar el Campeonato 24/7 de la WWE. En Survivor Series, en el backstage, atrajo a Gobbledy Gooker con semillas para cubrirlo con un "Roll-Up" ganando el Campeonato 24/7 de la WWE por séptima vez, sin embargo fue cubierto por R-Truth después de que lo golpeara con una bolsa de semillas, perdiendo el Campeonato 24/7 de la WWE. Tozawa fue anunciado como participante para el Campeonato Peso Crucero de NXT siendo colocado en el Grupo B, en la primera ronda derroto a Isaiah "Swerve" Scott, y en la segunda ronda a Gentleman Jack Gallagher, pero en la tercera fue derrotado por El Hijo del Fantasma quedando en 2 triunfos y una derrota ambos, pero para el desempate quedó fuera de la final debido a esa derrota ante Fantasma. 
Comenzando el 2021, en el Main Event emitido el 4 de enero, fue derrotado por SLAPJACK, la siguiente semana en Main Event, fue derrotado por Angel Garza, la siguiente semana en Main Event, fue nuevamente derrotado por Angel Garza y la siguiente semana en Raw, junto a Drew Gulak, Humberto Carrillo y Tucker persiguieron a R-Truth para cubrirlo e intentar ganar el Campeonato 24/7 de la WWE, sin embargo fue detenido y atacado por The Hurt Business (Bobby Lashley, Cedric Alexander & Shelton Benjamin). En Royal Rumble, apareció persiguiendo a R-Truth para cubrirlo e intentar ganar el Campeonato 24/7 de la WWE durante el Women's Royal Rumble Match, sin embargo no lo consiguió. En el Raw del 15 de febrero, atacó a R-Truth en backstage, cubriéndolo y ganando el Campeonato 24/7 de la WWE por 8.ª vez, sin embargo fue atacado por Damian Priest para que Bad Bunny lo cubriera perdiendo el Campeonato 24/7 de la WWE, terminando con un reinado de 20 segundos, en el Main Event emitido el 25 de febrero, junto a Humberto Carrillo fueron derrotados por Elias & Jaxson Ryker, la siguiente semana en el Main Event emitido el 4 de marzo, fue derrotado por Ricochet, la siguiente semana en el Main Event emitido el 11 de marzo, junto a Drew Gulak fueron derrotados por Mansoor & Ricochet y a la siguiente semana en el Main Event emitido el 18 de marzo, fue derrotado por Lince Dorado. En Fastlane, durante un comercial de Old Spice, buscó y encontró a R-Truth para cubrirlo e intentar ganar el Campeonato 24/7 de la WWE, sin embargo no pudo conseguirlo y culpó al empleado de Old Spice Joseph Average por fallar, pero al momento de romperle la camisa, vio un logo de "The Night Panther" como parte de una profecía y durante las siguientes semanas fue parte de varios segmentos para entrenarlo para sacar "The Night Panther" y conseguir el Campeonato 24/7 de la WWE de R-Truth, pero al fallar en su primer intento por la interferencia de The Hurricane se distanciaron pero al final se reconciliaron y emboscaron a R-Truth en un Centro Comercial, disfrazado de vendedor de Hot Dogs, después de que The Night Panther le diera un puñetazo a Truth, lo traicionó empujándolo y cubriendo a Truth ganando el Campeonato 24/7 de la WWE por 9.ª vez, sin embargo después de que The Night Panther & Truth acabaran con sus ninjas, The Night Panther le arañó la espalda y lo cubrió con un "Roll-Up", perdiendo el Campeonato 24/7 de la WWE, terminando todos los segmentos patrocinados por Old Spice hasta la fecha del 19 de abril. En el Main Event emitido el 25 de marzo, fue derrotado por Drew Gulak y en el Main Event emitido el 8 de abril, junto a Angel Garza fueron derrotados por Lucha House Party (Gran Metalik & Lince Dorado). A la noche siguiente en el SmackDown! WrestleMania Edition, participó en el André the Giant Memorial Battle Royal, sin embargo fue el primer eliminado por Cedric Alexander & Shelton Benjamin. Posteriormente perdería en Main Event frente a luchadores como Mansoor y Drew Gulak. En el Raw del 17 de mayo, cubrió a R-Truth con un "Roll-Up" en backstage mientras Truth estaba siendo entrevistado, ganando el Campeonato 24/7 de la WWE por 10.ª vez, más tarde esa misma noche, formó parte de los leñadores del Lumberjack Match entre Damian Priest contra John Morrison. En el Raw del 28 de junio, participó en un Over The Tope Rope Battle Royal para reemplazar a Randy Orton en el Last Chance Triple Threat Match clasificatorio al Men's Money In The Bank Ladder Match en Money In The Bank, sin embargo fue eliminado por Jinder Mahal, después de ser eliminado fue cubierto por Drew Gulak con un "Roll-Up" en ringside, perdiendo el Campeonato 24/7 de la WWE, pero segundos después, atacó a R-Truth con un "Cannon Ball" desde el filo del ring y cubriéndolo, ganando el Campeonato 24/7 de la WWE por 11.ª vez. en el Raw del 19 de julio, correría hacia al ring debido a que estaba huyendo de R-Truth, Drew Gulak & Lince Dorado pero fue atacado por Reginald con un "Twist Splash" y siendo cubierto con un "Swanton Pin" perdiendo el Campeonato 24/7 de la WWE, terminando con un reinado de 21 días.
Comenzando el 2022, junto a R-Truth & Tamina continuaron persiguiendo a Dana Brooke & Reggie intentando conseguir el Campeonato 24/7 de la WWE durante las siguientes semanas en Raw, mientras que en Main Event sería derrotado por luchadores como Pete Dunne, Tommaso Ciampa y Veer Mahaan. En el Raw del 30 de mayo, interrumpió el segmento de "Miz TV" persiguiendo a Dana Brooke hasta el ring por el Campeonato 24/7 de la WWE, aunque fue contraatacado por Brooke, minutos después celebró junto a Tamina por ganar el título 24/7, recibiendo un beso pero seguido le aplicó un "Backslide Pin" para la cuenta de 3, ganando el Campeonato 24/7 de la WWE por 13.ª vez. En el episodio de Raw del 15 de mayo, participó en el 20-Man Battle Royal por una oportunidad al Campeonato Mundial Intercontinental de GUNTHER en Night Of Champions, sin embargo fue el primer eliminando por Baron Corbin.

#### Alpha Academy (2023-2024)
El 23 de octubre de 2023, en la previa de Raw, Tozawa se incorporó a Alpha Academy como «miembro júnior». Esa misma noche, en un intento por demostrar su valía ante el stable, retó a Bronson Reed a un combate, en el cual perdió. Al día siguiente, apareció en la primera noche de NXT: Halloween Havoc para robar la Copa Heritage de Noam Dar. Tozawa le regresó la Copa a Dar en la segunda noche del antedicho evento, antes de lograr asustarlo para que le concediera una lucha por la Copa en el episodio siguiente de NXT. Dicho encuentro se realizó con una ronda de reglas británicas, en el que salió derrotado.
En el episodio del 15 de abril de 2024 de Raw, Chad Gable, su compañero y líder de Alpha Academy, cambió a heel (rudo) al atacar a Sami Zayn. Una semana después, en el episodio del 22 de abril de Raw, Gable reafirmó su postura heel durante un segmento en el que lo criticó e insultó a él y a sus compañeros de la facción, Otis y Maxxine Dupri, además de decirle que solo se centrarían en él y hacerlo jurar ayudarlo a capturar el Campeonato Intercontinental. En el episodio del 29 de abril de Raw, él y Otis se enfrentaron a The Awesome Truth (The Miz y R-Truth) en una lucha por los Campeonatos Mundiales en Parejas, en la que fueron derrotados. Sus constantes fracasos fueron nuevamente evidenciados por Gable en el episodio del 13 de mayo de Raw, además de pedirle no bailar ridículamente en su combate de esa noche contra «Big» Bronson Reed, durante el cual lo desobedeció y terminó desconcentrándose haciendo su baile, lo que le permitió a Reed conseguir la victoria. Luego del encuentro, Gable lo regañó por sus acciones. El 15 de junio en el evento Clash at the Castle: Scotland, sus compañeros Otis y Maxxine acompañaron a Gable en su lucha por el título Intercontinental contra Sami Zayn, en la que fue derrotado y durante la cual los tres tuvieron desavenencias con él. Dos días después, en el episodio del 17 de junio de  Raw, él, Otis y Maxxine se revelaron contra Gable y lo abandonaron, dando por finalizada la alianza entre los cuatro, y por ende, la disolución del stable.

#### Alpha Babes (2024-presente)
Tras la disolución de Alpha Academy, permaneció aliado con Dupri y Otis, y en el episodio del 2 de diciembre de 2024 de Raw, informaron que su nuevo nombre como equipo sería el de Alpha Babes. El 1 de febrero de 2025, en Royal Rumble, ingresó por primera vez en su carrera con WWE a la contienda masculina, donde participó con la entrada número ocho, pero no logró competir debido a que fue atacado por Carmelo Hayes, lo que provocó que fuera retirado de la lucha y IShowSpeed lo reemplazara en la misma.

## Vida personal
Contrajo matrimonio con su novia el 22 de diciembre de 2018, y el 24 de marzo de 2023, procrearon a su primer retoño, una niña.

## Otros medios

### Videojuegos
| Año  | Título               | Notas                                                  | Ref.   |
| ---- | -------------------- | ------------------------------------------------------ | ------ |
| 2016 | WWE SuperCard        | Juego de actualizaciones periódicas para iOS y Android | [ 71 ] |
| 2017 | WWE 2K18             |                                                        | [ 72 ] |
| 2017 | WWE Champions        | Para iOS y Android                                     | [ 73 ] |
| 2018 | WWE 2K19             |                                                        | [ 74 ] |
| 2019 | WWE 2K20             |                                                        | [ 75 ] |
| 2019 | WWE Universe         | Para iOS y Android                                     | [ 76 ] |
| 2020 | WWE 2K Battlegrounds |                                                        | [ 77 ] |
| 2022 | WWE 2K22             |                                                        | [ 78 ] |
| 2023 | WWE 2K23             |                                                        | [ 79 ] |
| 2024 | WWE 2K24             |                                                        | [ 80 ] |

## Campeonatos y logros
- Anarchy Championship Wrestling
  - ACW U–30 Young Gun Championship (1 vez)

- Dragon Gate
  - Open the Brave Gate Championship (1 vez)[81]
  - Open the Owarai Gate Championship (1 vez)[82]
  - Dragon Gate Open the Triangle Gate Championship (2 veces) - con BxB Hulk & Naoki Tanisaki (1) y Masato Yoshino & T-Hawk (1)
  - Dragon Gate Open the Twin Gate Championship (3 veces) - con BxB Hulk (2) y Shingo Takagi (1)
  - Summer Adventure Tag League (2011) - con BxB Hulk
  - Summer Adventure Tag League (2012) - con BxB Hulk & Naoki Tanisaki

- WWE
  - WWE Cruiserweight Championship (1 vez)
  - WWE 24/7 Championship (15 veces)

- Pro Wrestling Illustrated
  - Situado en el N.º 274 en los PWI 500 de 2011[83]
  - Situado en el N.º 124 en los PWI 500 de 2012[84]
  - Situado en el N.º 238 en los PWI 500 de 2013[85]
  - Situado en el N.º 219 en los PWI 500 de 2014[86]
  - Situado en el N.º 177 en los PWI 500 de 2016[87]
  - Situado en el N.º 131 en los PWI 500 de 2017[88]
  - Situado en el N.º 92 en los PWI 500 de 2018[89]
  - Situado en el N.º 102 en los PWI 500 de 2019[90]
  - Situado en el N.º 475 en los PWI 500 de 2020[91]
  - Situado en el N.º 375 en los PWI 500 de 2021[92]